# دادگاه لنکاستر (دلاویر)
دادگاه لنکاستر (به انگلیسی: Lancaster Court) یک منطقهٔ مسکونی در ایالات متحده آمریکا است که در شهرستان نیوکاسل، دلاویر واقع شده‌است. دادگاه لنکاستر ۳۹٫۰۱ متر بالاتر از سطح دریا واقع شده‌است.